# اختبار اصطدام

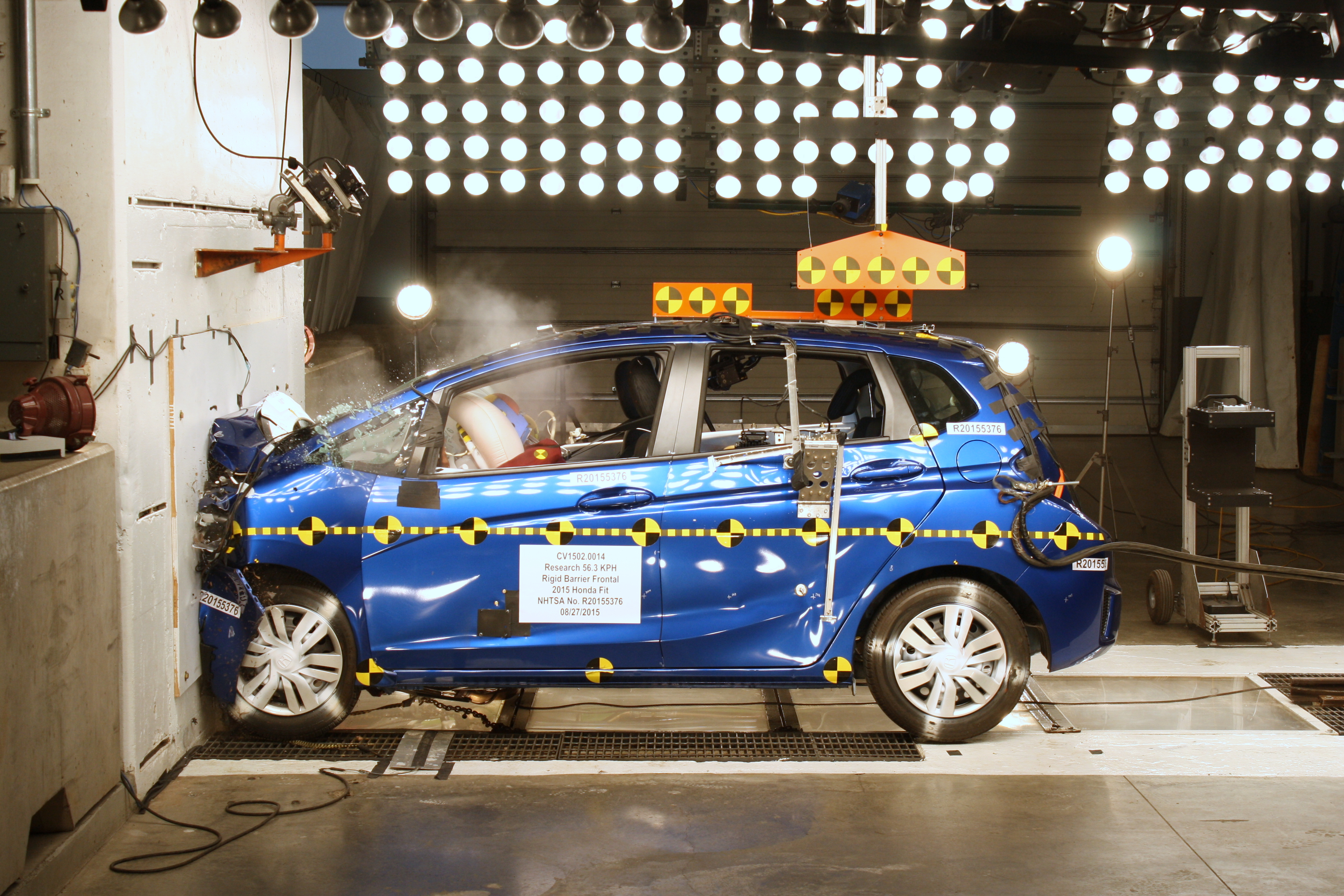

اختبار الاصطدام أو اختبار حوادث الاصطدام شكل من الاختبارات الإهلاكية يُجرى عادةً للتأكد من معايير سلامة التصميم فيما يخص حوادث الاصطدام والتوافق مع حوادث اصطدام السيارات (تخفيض شدة الحوادث) في أوضاع متعددة للنقل أو السيارات أو الأنظمة ذات الصلة وعناصرها.

## الأنواع
- اختبارات الاصطدام الأمامي: وهي ما يخطر على بال معظم الأشخاص عند الحديث عن اختبارات الحوادث. تصدم المركبات عادةً جدارًا إسمنتياًّ صلبًا عند سرعة محددة، ولكن يمكن أن تكون هذه أيضًا اختبارات اصطدام مركبتين ببعضهما. استثنيت السيارات الرياضية متعددة الأغراض من هذا النوع من الاختبارات لفترة، بسبب كبر ارتفاع هذه المركبات عن الأرض.
- اختبارات التداخل المتوسط: وفيها يصطدم جزء فقط من مقدمة المركبة مع حاجز (مركبة أخرى). هذا النوع مهم، لأن قوى الصدم تبقى نفسها (تقريبًا) كما في اختبار الاصطدام الأمامي، ولكن جزءًا صغيرًا من السيارة يجب أن يمتص كل القوة. تتحقق هذه الاختبارات عادةً بتسيير السيارات عكس السير. يجري هذا النوع من الاختبارات في الولايات المتحدة الأمريكية في مؤسسة التأمين لأمن الطرقات (آي آي إتش إس)، وفي البرنامج الأوروبي لتقييم السيارات الجديدة (يورو إن سي إيه بّي)، والبرنامج الأسترالي لتقييم السيارات الجديدة (إيه إن سي إيه بّي) وبرنامج تقييم السيارات الجديدة لجنوب شرق آسيا (آسيان إن سي إيه بّي).
- اختبارات التداخل الصغير: وفيها يضرب جزء صغير فقط من هيكل السيارة جسمًا كعمود أو شجرة، أو إذا كانت سيارة ستحتك بسيارة أخرى. هذا أكثر اختبار متطلب لأنه يسبب بتحميل أكبر قوة على هيكل السيارة عند أي قيمة معطاة للسرعة. تجرى هذه الاختبارات عادةً على 15-20% من الهيكل الأمامي للسيارة.
- اختبارات الاصطدام الجانبي: ترتفع احتمالية حدوث الوفيات في هذا الشكل من الحوادث، لأن السيارات لا تمتلك منطقة كافية للتكوم (التشوه) لامتصاص قوى الاصطدام قبل إصابة أحد الركاب.
- اختبارات الاصطدام بالأعمدة: اختبار صعب يضع مقدارًا كبيرًا من القوى على جزء صغير من جانب السيارة.
- اختبارات التدحرج (الانقلاب الجانبي): يختبر قدرة السيارة (وتحديدًا الأعمدة التي ترفع السقف) على دعم نفسها في اصطدام ديناميكي. اقترح حديثًا استخدام اختبارات الانقلاب الديناميكي بدل اختبار الانسحاق السكوني.[1]
- اختبارات الاصطدام بمعدات جانب الطريق: تستخدم للتحقق من أن صادات الحوادث ومخدات الحوادث ستحمي ركاب المركبة من المخاطر الطرقية، ولضمان أن سكك جانب الطريق والإشارات الطرقية وأعمدة الإنارة والأشياء المشابهة لا تشكل أخطارًا مفرطة على الركاب.
- القديم ضد الجديد: غالبًا ما تكون سيارة قديمة كبيرة في مقابل سيارة جديدة وصغيرة،[2][3] أو جيلين مختلفين من السيارة نفسها. تجرى هذه الاختبارات لإظهار التقدم والتحسين في مجال مقاومة الحوادث.
- النموذج الحاسوبي: بسبب تكاليف اختبارات الحوادث الكاملة، غالبًا ما يحري المهندسون عدة اختبارات حوادث عن طريق المحاكاة باستخدام نماذج حاسوبية لتطوير تصاميم سياراتهم أو حواجزهم قبل إجراء الاختبارات الحية.
- اختبارات المقصورة: طريقة اقتصادية لاختبار عناصر كالوسائد الهوائية وأحزمة الأمان. أكثر نوعين من أنظمة المقصورات شيوعًا هما المقصورة عكسية الإطلاق، والتي تطلق من السكون، والمقصورة المتباطئة التي تتسارع من نقطة انطلاق وتتوقف في منطقة الاصطدام بواسطة مدك هيدروليكي. يمكن استخدام هذه الاختبارات أيضًا لتقييم حماية المصع في مقعد المركبة.